# Claiton Gonçalves
Claiton Gonçalves (Pelotas, 4 de junho de 1962) é um político e médico brasileiro .
Formou-se em Medicina na Universidade Federal de Pelotas e especializou-se em Ginecologia e Obstetrícia . Em 2012 afirmava ter realizado cerca de 9000 partos. 
Mudou-se para para Farroupilha no final de 1991. Iniciou a carreia política em 2012, ano em que concorreu ao cargo de prefeito de Farroupilha pelo PDT (em coligação com PSB, PT, PCdoB, PRB, PSD, REDE e PROS) contra os candidatos Glacir Gomes (PV) e Ademir Baretta (MDB). Na época Baretta era candidato à reeleição e concorreu pela coligação Farroupilha Mais (MDB, PRB, PP, PTB, PMDB, PSL, PR, PPS e PSDB). Claiton venceu o pleito com 58,28% dos votos válidos, sendo empossado em 1 de janeiro de 2013 . 
Nas eleições municipais de 2016 foi reeleito como prefeito para mandato 2017-2020 após vencer Bolivar Antonio Pasqual . Em seus dois mandatos, Claiton Gonçalves teve Pedro Evori Pedrozo (PSB) como vice-prefeito.
Teve o mandato cassado pela Câmara de Vereadores por meio de processo de impeachment em 15 de maio de 2020 . As duas denúncias consideradas foram: nomeação de fiscal do município para atuar em função privativa de advogado e aquisição de imóvel sem autorização legislativa. O vice-prefeito Pedro Evori Pedrozo assumiu o executivo municipal, ocupando o cargo pelo restante do ano de 2020 . Após o afastamento do cargo, Claiton voltou a trabalhar como médico ginecologista e obstetra .